# 1336 en santé et médecine
| Années de la santé et de la médecine : 1333 - 1334 - 1335 - 1336 - 1337 - 1338 - 1339    |
| Décennies de la santé et de la médecine : 1300 - 1310 - 1320 - 1330 - 1340 - 1350 - 1360 |

Cet article présente les faits marquants de l'année 1336 en santé et médecine.

## Événements
- 22 mai : Philippe VI de Valois charge le prévôt de Paris de rappeler aux apothicaires l'ordonnance de 1322, par laquelle Charles IV les a soumis à  l'autorité de la faculté de médecine[1].
- Fondation de l'hôpital de Landerneau, en Bretagne[2].
- Fondation de l'hôpital de la Mère-Dieu à Liège, appelé dès ses débuts « hôpital Mostard » d'après le surnom de Johan de Velroux, son fondateur[3].
- Fondation de l'hôpital Notre-Dame-la-Belle à Annonay dans le Vivarais, par le cardinal Pierre Bertrand[4].
- Construction de l'hôpital du Saint-Esprit à Angermünde, en Prusse[5].
- Avec l'aide du roi Philippe VI, les aveugles de Chartres se font construire, au lieu-dit de la Bufeterie du Châtelet, la maison où ils se retireront en 1568, lorsque leur hôpital, fondé en 1292, aura été détruit pendant le siège de la ville par les huguenots[6].
- Un hospice est attesté à Casaccia, ancienne commune des Grisons rattachée à Vicosoprano en 1971[7].
- Un hôpital est attesté à La Bastide-Fortunière, dans le Quercy[8].
- Vers 1336 : construction de l'hôpital Saint-Julien à Plumelec, en Bretagne, « par Olivier de Cadoudal, conseiller du duc Jean III, [qui le] confie à deux Trinitaires de la maison de Rieux[9] ».

## Décès
- Au plus tard en 1336 : Jean de Hennin (date de naissance inconnue), médecin de Louis Ier, duc de Bourbonnais[10].